# Carta di Roma
Carta di Roma è il nome con cui è noto il «Protocollo deontologico concernente richiedenti asilo, rifugiati, vittime della tratta e migranti» dei giornalisti italiani.

## Storia del documento
Il documento è stato redatto congiuntamente da FNSI (il sindacato dei giornalisti) e dal Consiglio Nazione dell'Ordine dei giornalisti tra aprile e giugno 2008 e fa parte del bagaglio di strumenti di lavoro dei giornalisti italiani. La Carta si fonda sul riferimento al criterio enunciato nell'articolo 2 della legge istitutiva dell'Ordine (legge n. 69 del 3 febbraio 1963): il rispetto della verità sostanziale dei fatti osservati. L'Ordine dei Giornalisti e la FNSI, insieme a venti organizzazioni della società civile organizzata, hanno creato l'«Associazione Carta di Roma» allo scopo di promuovere e diffondere la conoscenza del protocollo.
Dal 3 febbraio 2016 il Glossario della Carta è parte integrante del «Testo unico dei doveri del giornalista». La Carta di Roma non esiste più come documento autonomo: i suoi principi sono stati inglobati nel Testo unico.
L'«Associazione Carta di Roma» riceve il supporto della Open Society di George Soros.

## Finalità
Scopo della Carta è fornire le linee guida per il trattamento delle informazioni concernenti i richiedenti asilo, i rifugiati, le vittime della tratta ed i migranti nel territorio della Repubblica Italiana.

## Principi
La carta enuncia i seguenti principii:
1. Adottare termini giuridicamente appropriati sempre al fine di restituire al lettore ed all'utente la massima aderenza alla realtà dei fatti, evitando l'uso di termini impropri;
2. Evitare la diffusione di informazioni imprecise, sommarie o distorte riguardo a richiedenti asilo, rifugiati, vittime della tratta e migranti. Consiglio Nazionale dell'Ordine dei Giornalisti e FNSI richiamano l'attenzione di tutti i colleghi, e dei responsabili di redazione in particolare, sul danno che può essere arrecato da comportamenti superficiali e non corretti, che possano suscitare allarmi ingiustificati, anche attraverso improprie associazioni di notizie, alle persone oggetto di notizia e servizio; e di riflesso alla credibilità dell'intera categoria dei giornalisti;
3. Tutelare i richiedenti asilo, i rifugiati, le vittime della tratta ed i migranti che scelgono di parlare con i giornalisti, adottando quelle accortezze in merito all'identità ed all'immagine che non consentano l'identificazione della persona, onde evitare di esporla a ritorsioni contro la stessa e i familiari, tanto da parte di autorità del paese di origine, che di entità non statali o di organizzazioni criminali. Inoltre, va tenuto presente che chi proviene da contesti socioculturali diversi, nei quali il ruolo dei mezzi di informazione è limitato e circoscritto, può non conoscere le dinamiche mediatiche e non essere quindi in grado di valutare tutte le conseguenze dell'esposizione attraverso i media;
4. Interpellare, quando ciò sia possibile, esperti ed organizzazioni specializzate in materia, per poter fornire al pubblico l'informazione in un contesto chiaro e completo, che guardi anche alle cause dei fenomeni.